# 上海市鲁迅中学
上海市鲁迅中学是位於中國上海市虹口區的一所高中。
1963年，上海市鲁迅中学成立，學校名字來自鲁迅。1996年7月，长风中学併入上海市鲁迅中学。2009年，上海市鲁迅中学被评为虹口区实验性示范性学校。